# Zuckerman-számok
A Zuckerman-számok olyan természetes számok, melyek oszthatók számjegyeik szorzatával.
Például a tízes számrendszerben 212 Zuckerman-szám, mivel {\displaystyle 2\cdot 1\cdot 2=4} és {\displaystyle 212\,\vdots \,4}.
A Zuckerman-számok nem tartalmaznak 0 számjegyet; ezen kívül az összes számjegy Zuckerman-szám, valamint a repunitok (11; 111 stb.). Az első néhány többjegyű Zuckerman-szám: 11, 12, 15, 24, 36, 111, 112, 115, 128, 132, 135, 144, 175, 212, 216, 224, 312, 315, 384.